# NGC 332
NGC 332 es una galaxia elíptica de la constelación de Piscis.
Fue descubierta el 22 de octubre de 1886 por el astrónomo Lewis A. Swift.